# Giuditta d'Evreux
Giuditta d'Evreux (Normandia, dopo il 1040 – Sicilia, 1076) è stata una nobildonna normanna e prima contessa consorte di Sicilia dal 1071 fino alla sua morte.

## Origine
Giuditta, secondo il monaco e cronista inglese, Orderico Vitale era la figlia primogenita di Guglielmo d'Évreux e della moglie, Adevisa, figlia secondogenita di Giroie, Signore d'Échauffour e di Montreuile e di Gisla di Bastembourg.
Guglielmo d'Évreux, secondo Orderico Vitale era il figlio terzogenito dell'Arcivescovo di Rouen e Conte di Évreux, e, per due anni (1035-1037) anche reggente del ducato di Normandia, Roberto e della moglie, Herleva, di cui non si conoscono gli ascendenti, che era già sua amante, prima del matrimonio.

## Biografia
La madre di Giuditta, Adevisa o Havisa, quando sposò Guglielmo d'Évreux, fratello del conte Riccardo d'Évreux, come conferma anche il monaco e cronista normanno, Guglielmo di Jumièges, nella sua Historiæ Normannorum Scriptores Antiqui, era già stata sposata ed era vedova di Roberto di Grentemaisnil.
Sempre secondo Orderico Vitale, Giuditta aveva una sorella uterina, di nome Emma, ed entrambe vivevano nel convento dell'Abbazia di Saint-Wandrille de Fontenelle, dove Roberto di Grantsmesil, fratello delle fanciulle (fratellastro di Giuditta). era priore del monastero; essendo venute a conoscenza, attraverso il loro fratello/fratellastro, Roberto che alcuni Normanni si erano affermati in Puglia, le sorellastre decisero di non prendere più i voti e dalla Normandia si recarono in Italia. Ambedue trovarono marito, verso il 1061: Giuditta si sposò con Ruggero I d'Altavilla, che, sempre secondo Goffredo Malaterra, era il settimo ed ultimogenito figlio del signore di Hauteville, Tancredi d'Altavilla e dalla sua seconda moglie Fresenda; mentre Emma sposò un commilitone di Ruggero I d'Altavilla.
La leggenda vuole che Ruggero si fosse innamorato della fanciulla già anni prima vedendola nel monastero benedettino di Saint Evrault, dove ella era stata mandata assieme alla sorella Emma.
Le nozze ebbero luogo a San Martino in Val di Saline nel 1061, come conferma anche il De rebus gestis Rogerii Calabriæ et Siciliæ Comitis et Roberti Guiscardi Ducis fratris eius / auctore Gaufredo Malaterra monacho benedictino, del monaco benedettino di origine normanna, Goffredo Malaterra, che narra che Giuditta fu accompagnata in Italia. dove il promesso sposo l'attendeva con ansia.

E Ruggero, nonostante le preghiere della moglie, subito dopo le nozze partì per la Calabria.
Poche sono le notizie riguardo alla prima contessa di Sicilia, sovrana di una terra tormentata dalle invasioni saracene. Compariva spesso accanto al marito e spiccava per il suo coraggio. Ruggero era infatti spesso impegnato nel contrastare le rivolte scatenate dall'emiro di Siracusa.
Giuditta morì nel 1076, mentre Ruggero era impegnato in Sicilia per aiutare suo fratello Roberto il Guiscardo.

## Figli
Giuditta diede al marito cinque figli:
- Flandina (1062 ca. - prima del 1094), si sposò due volte: la prima, anche se Goffredo Malaterra non ne fa' il nome con Ugo di Jersey[16], primo conte di Paternò e signore di Catania († 1075[17]) poi con Enrico del Vasto, fratello di Adelaide del Vasto, e capostipite, secondo il Mugnos della famiglia Mazzarino
- Matilde (1062 ca.- prima del 1094), sposò, nel 1077 circa, Roberto, conte d'Eu[15] e, nel 1080, Raimondo IV di Tolosa[18];
- Adelisa (?-prima del 1096), sposò nel 1083 Enrico, conte di Monte Sant'Angelo[15];
- Emma[19] (1063 ca. - 1120), richiesta in sposa da Filippo I di Francia, sposò prima Guglielmo (o Roberto) conte di Clermont ed in seconde nozze Rodolfo Maccabeo, conte di Montescaglioso.
- Giordano[20] (?- 1091/2), che sposò una figlia di Manfredo del Vasto.
Secondo lo storico britannico John Julius Norwich e l'italiano (tedesco di nascita) Hubert Houben, Giordano sarebbe un figlio illegittimo di Ruggero I d'Altavilla[15].

### Fonti primarie
- (LA)  Ordericus Vitalis,  Historia Ecclesiastica, vol. II.
- (LA)  Historiæ Normannorum Scriptores Antiqui.
- (LA)  Goffredo Malaterra, De rebus gestis Rogerii Calabriæ et Siciliæ Comitis et Roberti Guiscardi Ducis fratris eius / auctore Gaufredo Malaterra monacho benedictino.

### Letteratura storiografica
- Ferdinando Chalandon, "La conquista normanna dell'Italia meridionale e della Sicilia", cap. XIV, vol. IV (La riforma della chiesa e la lotta tra papi e imperatori) della Storia del Mondo Medievale, 1999, pp. 483–529.
- William John Corbett, "L'evoluzione del ducato di Normandia e la conquista normanna dell'Inghilterra", cap. I, vol. VI (Declino dell'impero e del papato e sviluppo degli stati nazionali) della Storia del Mondo Medievale, 1999, pp. 5–55.
- Pierre Aubè, Ruggero II, Il giornale-Bbiolteca storica, 2002
- Guglielmo di Puglia, Le gesta di Roberto il Guiscardo, introduzione, traduzione e note di Francesco De Rosa, Cassino 2003.